# TT320
La tombe thébaine TT 320 (connue également sous les noms de « DB320 » ainsi que « cache de Deir-el-Bahari ») est située à Deir el-Bahari, dans la nécropole thébaine, sur la rive ouest du Nil, face à Louxor en Égypte.
C'est la cache de plus de cinquante momies.

## Usage de la tombe
La tombe était initialement prévue pour être la dernière demeure du premier prophète d'Amon Pinedjem II, sa femme Neskhons et plusieurs autres membres de sa famille. Pinedjem II meurt vers -969 au moment du déclin du royaume. À ce moment, les momies des précédentes dynasties sont vulnérables aux vols et sont transportées dans cette tombe pour protéger les restes de ces personnages royaux.
| Liste des momies trouvées dans la tombe | Liste des momies trouvées dans la tombe |
| --- | --- |
| - Ahmès-Néfertary - Ahmès-Hénoutemipet (fille de Seqenenrê Tâa) - Ahmès-Hénouttamehou - Ahmès-Inhapy - Ahmosé-Méritamon - Ahmosé-Sipair - Ahmosé-Sitamon (fille d'Ahmôsis Ier) - Ahmès-Satkamosé - Amenhotep Ier - Ahmôsis Ier - Bakt - Djedptahiouefânkh (époux supposé de Nesytanebetisherou) - Douathathor-Hénouttaouy - Restes funéraires d'Hatchepsout - Iâhhotep Ire - Iset (mère de Thoutmôsis III) - Isetemkheb III - Maâtkarê - Masaharta - Mérymosé - Nebseny - Neskhons - Nesytanebetisherou - Nedjemet | - Ouepmosé - Oupouaout-Mosé - Paheripedjet - Pédiamon - Pentaour - Pinedjem Ier - Pinedjem II - Rai - Ramsès Ier - Ramsès II - Ramsès III - Ramsès IX - Seniou - Seqenenrê Tâa - Séthi Ier - Siamon (fils d'Ahmôsis Ier) - Siese - Soutymosé - Tayouheret - Tétishéri - Thoutmôsis Ier - Thoutmôsis II - Thoutmôsis III ainsi que sept autres momies non identifiées. |

## Découverte
La tombe est découverte par hasard, à la fin du XIXe siècle, par les frères Abd el-Rasul, deux bergers locaux. Une des chèvres égarée de l'un d'eux est tombée dans la cheminée d'aération de la tombe. Ils utilisèrent les momies comme stock d'objets précieux qu'ils revendaient sur le marché des antiquités. Les autorités remarquant un afflux anormal d'antiquités sur le marché, déclenchent une enquête qui permet de découvrir la source de ces objets.
La tombe est inspectée dans l'urgence (48 heures après sa découverte officielle en 1881) par Émile Brugsch, avec l'ordre de s'assurer qu'aucune autre antiquité ne soit vendue. Les momies et tout le mobilier sont extraites sans inventaire, ni relevé topographique et transférés dans la précipitation au musée de Boulaq. De nombreux objets sont ainsi endommagés. La majorité des objets est aujourd'hui dans les collections du Musée national de la civilisation égyptienne (NMEC). L'entrée de la tombe est murée par des rochers jusqu'à sa réouverture en 1938. Depuis 1998, une équipe germano-russe dirigée par Erhart Graefe y travaille pour la préserver.